# Sorex roboratus
Sorex roboratus är en däggdjursart som beskrevs av Hollister 1913. Sorex roboratus ingår i släktet Sorex och familjen näbbmöss. IUCN kategoriserar arten globalt som livskraftig. Inga underarter finns listade i Catalogue of Life.
Denna näbbmus förekommer i ryska Sibirien och i angränsande regioner av Mongoliet och Kina. Den vistas där i taigan och tundran. Individerna äter beroende på utbredning daggmaskar eller insekter. Under årets varma månader har honor upp till tre kullar per år med 7 till 8 ungar per kull.